# Британско-иорданские отношения
Британско-иорданские отношения — двусторонние дипломатические отношения между Великобританией и Иорданией, существующие с 1923 года. До 1957 года иорданские вооружённые силы находились под британским контролем, а экономика Иордании до сих пор зависит от британской помощи.

## История
Иордания была создана властями Великобритании и до 1957 года находилась под британским военным контролем, а британская экономическая помощь составляла значительную часть доходов Иордании.

### Колониальные годы
Во время Первой мировой войны британские власти поддержали арабское восстание Хашимитов и по итогам войны создали в 1921 году Трансиорданию, которой управляли по мандату Лиги наций. 25 мая 1923 года Великобритания официально признала Трансиордании, но сохранила контроль над финансами этого государства, его внешней политикой и военной сферой. С британской помощью эмир Абдалла отбил атаки саудитов, которые вторглись на территорию Трансиордании. В 1925 году с помощью Великобритании была демаркирована иордано-саудовская граница. 20 февраля 1928 года в Иерусалиме был подписан договор о разграничении полномочий эмира и мандатных властей:
- Прерогативой эмира были объявлены внутриполитические вопросы;
- Внешняя политика, финансы и экономика Трансиордании были под контролем Великобритании;
- Великобритания получила право держать в Трансиордании войска;
- Административные расходы, а также содержание британского персонала и военнослужащих должна была оплачивать Трансиордания;
- Великобритания обязалась оказывать Трансиордании финансовую помощь.

16 апреля 1928 года была опубликованная конституция Трансиордании, разработанная при участии британцев.

### Англо-трансиорданский договор (1948—1957)
После Второй мировой войны Трансиордания получила формальную независимость, но сохранила тесную связь с Великобританией. 15 марта 1948 года был подписан англо-трансиорданский договор о сотрудничестве сроком на 25 лет, который предусматривал обязательство совместной обороны в случае нападения на одну из договаривающихся сторон и право Великобритании размещать ВВС на территории Иордании. Вооружённые силы Иордании после формального провозглашения независимости находились под британским контролем. В начале 1950-х годов было создано Иорданское движение свободных офицеров, которое поставило задачу освободить армию королевства от британского контроля.
Ситуация изменилась в 1953 году. В ночь с 14 на 15 октября 1953 года израильская армия провела операцию возмездия в селении ал-Кибия на территории Иордании, в результате рейда погибли 69 мирных жителей. В ответ 21 октября 1953 года в крупных городах королевства прошли демонстрации, причём критике подверглись британские военные за неспособность обеспечить защиту от израильских войск. Население потребовало отмены англо-трансиорданского договора о сотрудничестве. Власти Великобритании инициировали события в ал-Кибие на рассмотрение Совета безопасности ООН, в результате которого была принята резолюция, осудившая действия Израиля.
Иорданские власти начали действия по досрочному прекращению действия англо-трансиорданского договора. На заседании Политического комитета Лиги арабских государств, 21 октября 1953 года в Аммане премьер-министр Иордании Фаузи ал-Мулки объявил об израильской угрозе. По итогам заседания были приняты резолюции о восстановлении ал-Кибии за счёт средств Лиги арабских государств, обеспечить оружием приграничные населённые пункты и выделить 2 млн фунтов стерлингов Иорданской национальной гвардии. Эти обязательства впоследствии не были выполнены полностью.
Король Иордании Хусейн на переговорах с британскими официальными лицами в Лондоне 18 июня 1955 года заявил, что Иордания не намерена примыкать ни к одному из возникших на Ближнем Востоке противоборствующих блоков, а будет способствовать их примирению. В декабря 1955 года прибывший с особой миссией в Амман глава генерального штаба Великобритании генерал Джералд Темплер предложил премьер-министру Саиду ал-Муфти и министру обороны Иордании вступить в Багдадский пакт на следующих условиях:
- замена англо-трансиорданского договора особым соглашением в рамках пакта;
- финансирование и поставки современного вооружения и техники для модернизации Арабского легиона — формирование одной пехотной и одной танковой дивизий;
- передача в дар иорданским ВВС десяти истребителей;
- арендная плата за размещение британской военной базы.

Темплер заверил иорданскую сторону, что в Багдадский пакт не будет принята ни одна страна, которая не признана Турцией или Ираком, то есть стороной пакта не будет Израиль. В Иордании начались демонстрации против Багдадского пакта, в которых приняли участие правительственные чиновники. В январе 1956 года в Иордании вновь прошли демонстрации против пакта, участники которых требовали роспуска парламента, неприсоединения к иностранным пактам и увольнения британских офицеров из Арабского легиона. Протестующие поджигали машины, административные здания, пострадали представительства США, Великобритании и ООН. В Иордании было объявлено чрезвычайное положение и комендантский час, демонстрантов разогнали с помощью частей Арабского легиона. В подавлении приняли участие британские офицеры.
9 января 1956 года новый премьер-министр Самир ар-Рифаи в своём обращении к нации заявил, что «среди целей его правительства отсутствует присоединение к каким-либо новым пактам», а приоритетами «являются проблема Палестины и продолжение дружеского сотрудничества с арабскими странами». Была предпринята арабизация Арабского легиона. 1 марта 1956 года король Хусейн подписал указ об увольнении из Арабского легиона всех британских офицеров, включая командующего — генерала Джона Багота Глабба. Властям Великобритании было объявлено, что это решение послужит обеспечению британских интересов, так как поможет сохранить режим и стабильность в Иордании. Затем в 1956 году Арабский легион был переименован в Иорданскую арабскую армию.
Власти Великобритании готовились к арабизации и был совместный план, который предусматривал замену британского персонала на иорданский в течение 12 лет.
12 марта 1956 года Египет, Сирия и Саудовская Аравия предложили Иордании собственной финансовой помощи взамен британской. Во время Суэцкого кризиса Иордания 1 ноября 1956 года разорвала дипломатические отношения с Францией, но по экономическим причинам не стала разрывать отношения в Великобританией. 19 января 1957 года в Каире было подписано Соглашение об арабском сотрудничестве, которое предусматривало, что Египет, Сирия и Саудовская Аравия в течение десяти лет предоставят Иордании ежегодную финансовую помощь в размере 36 млн долларов. После этого Великобритания Реакцией Великобритании попросила о скорейшем
проведении переговоров по отмене англо-трансиорданского договора, что и было осуществлено 13 марта 1957 года. На тот момент существовала англо-американская договорённость о предоставлении со стороны США экономической, военной и политической поддержки Иордании.
Арабская помощь Иордании не была реализована. В апреле 1957 года отношения Иордании с Сирией и Египтом ухудшились, и обе страны отказались предоставить свою часть финансовой помощи королевству. 29 апреля 1957 года Иордания получила 10 млн долларов на развитие экономики в рамках доктрины Эйзенхауэра. С сентября 1957 года в Иорданию начала поступать американская военная помощь.

### После 1957 года
В марте 2013 года Иорданию посетил принц Чарльз